# Phoroncidia rubroargentea
Phoroncidia rubroargentea är en spindelart som beskrevs av Lucien Berland 1913. Phoroncidia rubroargentea ingår i släktet Phoroncidia och familjen klotspindlar.
Artens utbredningsområde är Madagaskar. Inga underarter finns listade i Catalogue of Life.